# ほんやら洞 (喫茶店)

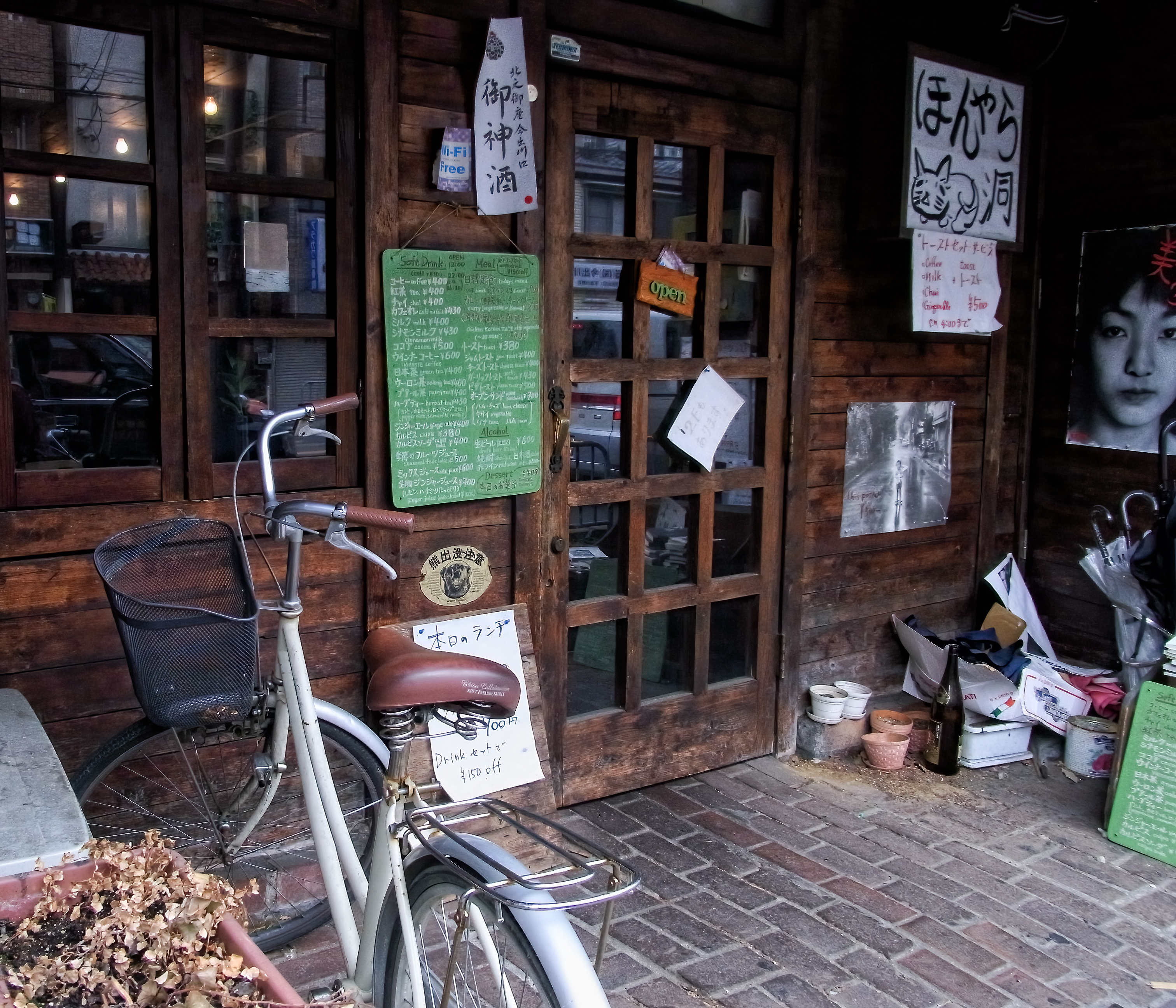
京都市のほんやら洞(2012年5月撮影)

ほんやら洞（ほんやらどう）は、京都府京都市をルーツとし、東京都国分寺市などにある喫茶店。各店の名称は、多くの場合、つげ義春の短編漫画「ほんやら洞のべんさん」（初出：1967年6月『ガロ』）に由来する。ルーツとなった京都市の店舗は2015年に火災により閉店している。

## 概要
「ほんやら洞」を名乗る喫茶店のルーツとなった京都市の出町の店は、1972年（昭和47年）に開業した。2階に文化活動のためのスペースを備えるこの店は、多くの詩人や美術家、音楽家、文化人たちによって利用され、文化の発信拠点となった。文化を意識した店づくりは、今日のブックカフェ、ギャラリーカフェなどに代表されるカフェ文化の先駆けとなるものでもあった。

## 店舗
経営母体が単一ではないが、姉妹店が複数存在した。

### 京都・出町の「ほんやら洞」

#### 伝説の喫茶店
京都市の出町（上京区今出川通寺町西入ル、最終経営者は甲斐扶佐義）の「ほんやら洞」は、休業中だった喫茶店を買取って、1972年（昭和47年）春、シンガーソングライターの岡林信康らミュージシャン、文化人、市民たちの募金と労務提供によって開店された。
この店では、詩人たちが自作の詩の朗読を行い、その録音がレコードや書籍となったことやシンガーソングライターの岡林信康、中川五郎、浅川マキらのライブが行われ、吉田拓郎や下田逸郎が顔を見せたこと、当時よく読まれていた音楽雑誌に同店のスタッフであった古川豪や早川正洋の日記が連載されたことなどによって、来店経験がなくても、店の名前や存在を知る人も少なくない。

#### 文化の発信拠点として
この店には、ライブラリー兼会議室として設けられた2階スペースがあり、開店以来、文化人らのミーティング、美術家たちの個展、シンガーソングライターの岡林信康、中川五郎、浅川マキらのライブなどに利用されてきた。

#### 『ほんやら洞の詩人たち』出版
この2階スペースには、1970年代、ボブ・ディラン楽曲の訳詞者である中山容、片桐ユズル、秋山基夫、有馬敲らオーラル派と呼ばれる詩人たちが集まり、しばしば自作詩の朗読を行った。そのなかから『ほんやら洞の詩人たち』という朗読レコードが1975年（昭和50年）に制作され、1979年（昭和54年）には同名の本が生まれた。

#### 1970年代の京都の新名所
同店は、1970年代の京都の新名所のひとつとなり、中山ラビや女優の鮎川いずみらも客として顔を見せた。
同店は、当時すでに下火となりつつあった学生運動、関西フォークに関わる学生・若者らにとっての名所となり、様々な文献にその名前が残され、語り草となっている。

#### 火災により全焼・閉店
2015年1月16日、同店より出火し建物を全焼した。甲斐によれば火災の原因は不明で、店舗備品のほか、甲斐扶佐義の40数年分にわたる写真作品のネガフィルム200万コマとプリント、著書やポストカードなどの在庫、43年分の日記や出版に向けて書いていた草稿などもあわせて焼失した。このため同年1月21日をもって閉店となった。

### 国分寺の「ほんやら洞」

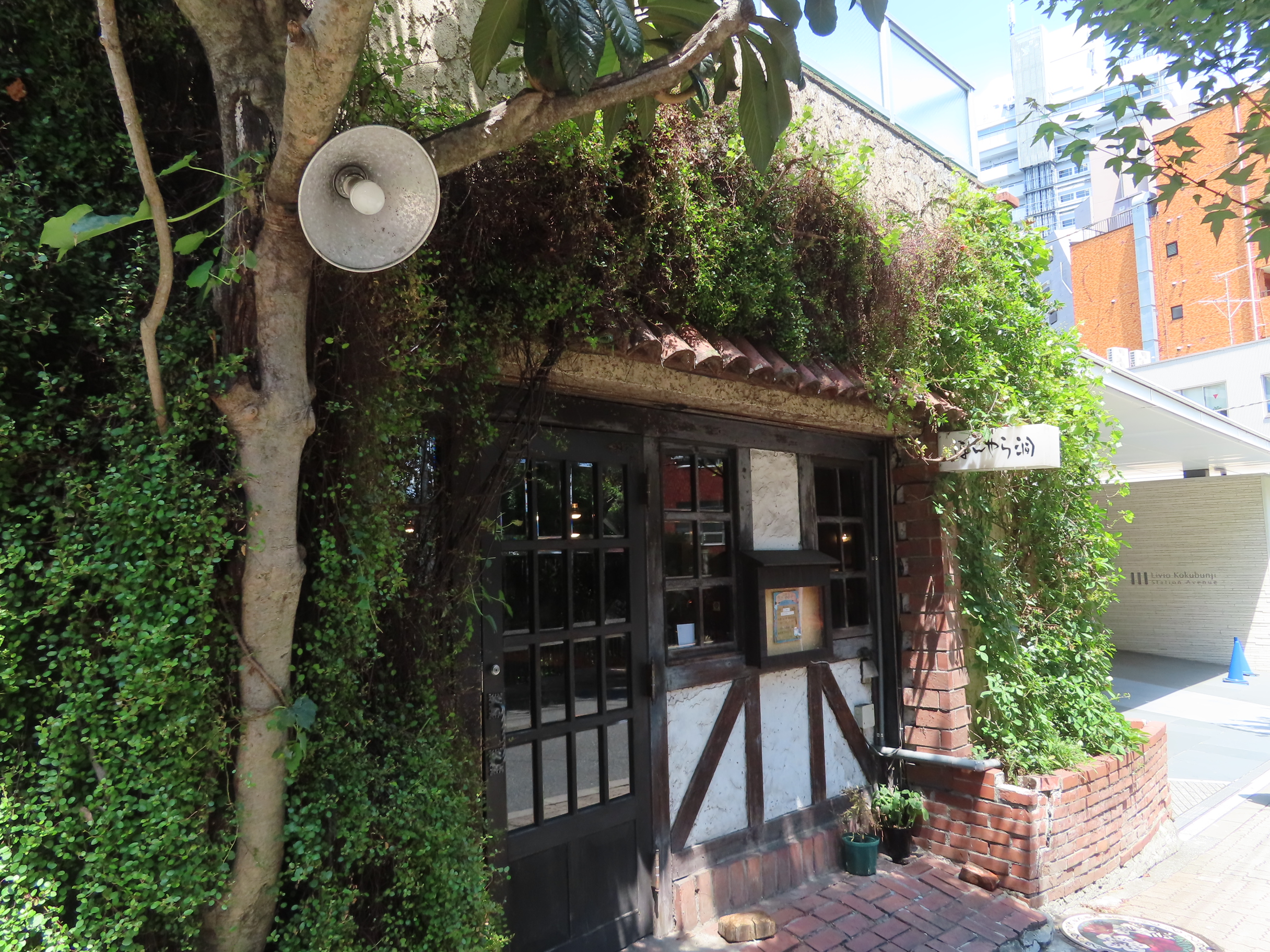
国分寺市のほんやら洞（2024年8月撮影）

国分寺市の店は、京都・出町の店舗づくりの中心メンバーだった早川正洋が同様のコンセプトでつくり、1974年（昭和49年）頃に中山容が買い取ったものである。京都の店のコンセプトを熟知する中山ラビが1977年（昭和52年）から経営し、作家の花村萬月、漫画家のいしかわじゅんらが常連だったことでそれぞれの読者から注目を集めた。いしかわは、彼女をモデルにして自作の漫画のキャラクターを書いている。
2021年7月に中山ラビは死去したが、その息子が引き継ぐことで営業は継続している。
画家の牧野伊三夫が店の看板をつくっており、これまで若手の美術家の個展などの会場となることもあった。

### 西陣の「ほんやら洞」
京都の西陣に存在した店の2階はギャラリーになっていた。
2018年6月に店主の都合により、閉店した。

### その他の「ほんやら洞」
- 高知県高知市の「ほんやら堂」 - 2020年4月より、無期限休業の状態となっている。
- 西荻窪の「ほんやら洞」 - 既に閉店している。

## 関連書籍
- 甲斐扶佐義『ほんやら洞日乗』風媒社、2015年4月3日発売、ISBN 978-4833131674